# West Palm Beach
West Palm Beach – miasto w Stanach Zjednoczonych, w stanie Floryda, siedziba hrabstwa Palm Beach, nad Oceanem Atlantyckim. Według spisu w 2020 roku liczy 117,4 tys. mieszkańców, w tym jedna trzecia to Afroamerykanie. Jest częścią obszaru metropolitalnego Miami.

## Opis
Zajmuje obszar 150,7 km². Ze względu na rozciągające się zaraz na zachód od śródmieścia obszary bagienne miasto jest bardzo rozciągnięte wzdłuż głównych ciągów komunikacyjnych z południa na północ. W latach 60. rozpoczęto trwające do dziś osuszanie bagien, co pomogło w rozbudowie także wszerz. Dochód na głowę mieszkańca wynosił w roku 2004 23 188 dol., przy czym 20,5 proc. rodzin żyło poniżej granicy ubóstwa.
Klimat West Palm Beach jest subtropikalny, ale zimą temperatura spada często do pięciu, a nawet jednego stopnia Celsjusza. W styczniu 1977 roku odnotowano najniższą temperaturę -2,8 °C czemu towarzyszył niewielki śnieg. Rekordowo wysoką temperaturę odnotowano w czerwcu 1921: 37,8 °C.
Miasto założone zostało w 1894 roku przez Henry'ego Flagler jako osiedle dla służby hotelowej i rezydencyjnej pobliskiego Palm Beach. W latach 20. XX wieku miasto zaczęło rozwijać się w szybkim tempie, niemal doganiając Miami, ale rychło nastąpiła recesja (Wielki Kryzys, huragany i dzikie budownictwo). W 1926 r. w mieście został założony uniwersytet.
W latach 60. wzniesiono w mieście wielki kompleks handlowy Palm Beach Mall i kryty stadion, co uratowało West Palm Beach przed upadkiem, ale po dziesięciu latach gwałtownie wzrosła przestępczość. Oblicza się (według tzw. Listy Morgana Quinto), że West Palm Beach znajduje się na 14. miejscu najniebezpieczniejszych miast USA.
Prosperity wróciło wraz z wybudowaniem kilku wieżowców (z eleganckim centrum "Trump Plaza" i centrum handlowym "City Place") i przywróceniem do życia eleganckiej ulicy Clematis Street, gdzie otwarto wiele ogródków kawiarnianych z muzyką na żywo i dobrym jedzeniem. Międzynarodowy Port Lotniczy Palm Beach zapewnia miastu łączność z całym obszarem USA oraz z Wyspami Bahama leżącymi 120 km w prostej linii na wschód.
W mieście rozwinął się przemysł lotniczy oraz spożywczy. Ponadto ludność trudni się rybołówstwem.